# 歩道橋 (曲)
「歩道橋」（ほどうきょう）は、日本の女性アイドルグループ乃木坂46の楽曲。2024年12月11日に乃木坂46の37作目のシングルとしてN46Div.から発売された。秋元康が作詞、杉山勝彦が作曲した。楽曲のセンターポジションは遠藤さくらが務めた。

## 背景とリリース
CDシングルの発売は前作『チートデイ』以来、約3か月ぶり。2024年10月27日深夜放送のテレビ東京系『乃木坂工事中』で発売が発表され、11月9日21時から公式YouTubeチャンネル『乃木坂配信中』で選抜メンバー発表と初披露の生配信が行われた。初披露の様子は公式YouTubeチャンネルで11月12日から26日まで2週間限定で公開された。なお、CDシングルの発売に先駆けて表題曲『歩道橋』（11月10日より）、通常版に収録されるアンダー楽曲「それまでの猶予」（12月5日より）、共通C/W曲の5期生楽曲「相対性理論に異議を唱える」（12月8日より）がそれぞれ先行配信された。
初回仕様限定盤Type-A・B・C・D、通常盤の5形態での発売。初回仕様限定盤各TypeにはBlu-rayが付属され、全国イベント参加券かスペシャルプレゼント応募券と生写真1枚が封入されている。Blu-rayには特典映像として2024年6月に香港コンベンション・アンド・エキシビション・センターで開催された「乃木坂46 Live In Hong Kong」で披露された楽曲や舞台裏のメンバーの様子が収録されている。
11月14日放送の読売テレビ・日本テレビ系『ベストヒット歌謡祭2024』でTV初披露された。

## アートワーク
| Type-A 表 | 遠藤さくら                                                                     |
| Type-B 表 | 池田瑛紗・井上和                                                               |
| Type-C 表 | 梅澤美波・賀喜遥香                                                             |
| Type-D 表 | 五百城茉央・一ノ瀬美空・川﨑桜・久保史緒里・中西アルノ・与田祐希               |
| 通常盤 表 | 岩本蓮加・小川彩・奥田いろは・金川紗耶・田村真佑・筒井あやめ・林瑠奈・弓木奈於 |

コンセプトは「Knit×Geometry×Error」で、グループの温かみや団結力を象徴する「ニット」素材と幾何学模様、そして新たな個性と挑戦心を表現する「エラー感」を掛け合わせた斬新なデザインとなっている。クリエイティブディレクションは和田昇（AGLAONEMA）が、撮影は西川元基が担当した。また、メンバーの背後にあしらわれたモノクロの市松模様は、東京藝術大学在学中の池田瑛紗がデザインした。

## チャート成績
オリコン調べでは、初週48.4万枚を売り上げ、2024年12月23日付のオリコン週間シングルランキングで初登場1位を獲得した。また、32作連続で初週売上30万枚超えを記録した。『おいでシャンプー』より連続36作1位獲得となり、女性アーティストとして歴代2位の記録を自己更新した。
Billboard JAPANでは、初週60万9776枚を売り上げ、2024年12月18日公開のBillboard Japan Top Singles Salesで初登場1位を獲得し、同日公開のBillboard Japan Hot 100でも1位を獲得した。

## 受賞歴
『MTV Video Music Awards Japan』 Best Pop Video（最優秀ポップビデオ賞）

## ミュージック・ビデオ
歩道橋
監督：三木孝浩、振付：Seishiro
雪が降る中でのダンスシーンや、白い吐息を漂わせながらの歌唱シーンなど、冬の情緒がたっぷりと感じられる映像に仕上がっている。
相対性理論に異議を唱える
監督：頃安祐良、振付：LICO
群馬県吾妻郡高山村の群馬県立ぐんま天文台で撮影された。テーマは「宇宙の中での自分の存在とは」で、センターの岡本姫奈が「自分がなぜここにいるのか?」を求める女の子を演じる映像となっている。
それまでの猶予
監督：吉川エリ、振付：CRE8BOY
静岡県静岡市の静岡県立大学で撮影された。センターの冨里奈央演じる主人公が「小さなことで、自分が何かの首謀者になることがある」というテーマを表現するミステリアスな映像に仕上がっている。

## シングル収録トラック

### Type-A
| #         | タイトル                                        | 作詞      | 作曲      | 編曲                         | 時間  |
| --------- | ----------------------------------------------- | --------- | --------- | ---------------------------- | ----- |
| 1.        | 「歩道橋」                                      | 秋元康    | 杉山勝彦  | 石原剛志、杉山勝彦、麻尾悠太 | 5:06  |
| 2.        | 「相対性理論に異議を唱える」                    | 秋元康    | ナスカ    | mellow                       | 5:24  |
| 3.        | 「世界一のダイヤモンド」                        | 秋元康    | 山田智和  | 住谷翔平                     | 4:18  |
| 4.        | 「歩道橋 ～off vocal ver.～」                   |           | 杉山勝彦  | 石原剛志、杉山勝彦、麻尾悠太 | 5:06  |
| 5.        | 「相対性理論に異議を唱える ～off vocal ver.～」 |           | ナスカ    | mellow                       | 5:24  |
| 6.        | 「世界一のダイヤモンド ～off vocal ver.～」     |           | 山田智和  | 住谷翔平                     | 4:17  |
| 合計時間: | 合計時間:                                       | 合計時間: | 合計時間: | 合計時間:                    | 29:35 |

| #  | タイトル                       | 作詞 | 作曲・編曲 |
| -- | ------------------------------ | ---- | ---------- |
| 1. | 「シンクロニシティ」           |      |            |
| 2. | 「気づいたら片想い」           |      |            |
| 3. | 「何度目の青空か?」            |      |            |
| 4. | 「おひとりさま天国」           |      |            |
| 5. | 「ドキュメント「香港到着編」」 |      |            |

### Type-B
| #         | タイトル                                        | 作詞      | 作曲      | 編曲                         | 時間  |
| --------- | ----------------------------------------------- | --------- | --------- | ---------------------------- | ----- |
| 1.        | 「歩道橋」                                      | 秋元康    | 杉山勝彦  | 石原剛志、杉山勝彦、麻尾悠太 | 5:06  |
| 2.        | 「相対性理論に異議を唱える」                    | 秋元康    | ナスカ    | mellow                       | 5:24  |
| 3.        | 「夕陽は何色か?」                               | 秋元康    | 八木篤史  | 塩原大貴                     | 4:14  |
| 4.        | 「歩道橋 ～off vocal ver.～」                   |           | 杉山勝彦  | 石原剛志、杉山勝彦、麻尾悠太 | 5:06  |
| 5.        | 「相対性理論に異議を唱える ～off vocal ver.～」 |           | ナスカ    | mellow                       | 5:24  |
| 6.        | 「夕陽は何色か? ～off vocal ver.～」            |           | 八木篤史  | 塩原大貴                     | 4:13  |
| 合計時間: | 合計時間:                                       | 合計時間: | 合計時間: | 合計時間:                    | 29:27 |

| #  | タイトル                       | 作詞 | 作曲・編曲 |
| -- | ------------------------------ | ---- | ---------- |
| 1. | 「平行線」                     |      |            |
| 2. | 「あらかじめ語られるロマンス」 |      |            |
| 3. | 「心のモノローグ」             |      |            |
| 4. | 「ごめんね、スムージー」       |      |            |
| 5. | 「でこぴん」                   |      |            |

### Type-C
| #         | タイトル                                        | 作詞      | 作曲      | 編曲                         | 時間  |
| --------- | ----------------------------------------------- | --------- | --------- | ---------------------------- | ----- |
| 1.        | 「歩道橋」                                      | 秋元康    | 杉山勝彦  | 石原剛志、杉山勝彦、麻尾悠太 | 5:06  |
| 2.        | 「相対性理論に異議を唱える」                    | 秋元康    | ナスカ    | mellow                       | 5:24  |
| 3.        | 「乃木坂饅頭」                                  | 秋元康    | 成本智美  | 曽木琢磨                     | 3:40  |
| 4.        | 「歩道橋 ～off vocal ver.～」                   |           | 杉山勝彦  | 石原剛志、杉山勝彦、麻尾悠太 | 5:06  |
| 5.        | 「相対性理論に異議を唱える ～off vocal ver.～」 |           | ナスカ    | mellow                       | 5:24  |
| 6.        | 「乃木坂饅頭 ～off vocal ver.～」               |           | 成本智美  | 曽木琢磨                     | 3:39  |
| 合計時間: | 合計時間:                                       | 合計時間: | 合計時間: | 合計時間:                    | 28:19 |

| #  | タイトル                           | 作詞 | 作曲・編曲 |
| -- | ---------------------------------- | ---- | ---------- |
| 1. | 「制服のマネキン」                 |      |            |
| 2. | 「インフルエンサー」               |      |            |
| 3. | 「命は美しい」                     |      |            |
| 4. | 「ここにはないもの」               |      |            |
| 5. | 「ドキュメント「バックヤード編」」 |      |            |

### Type-D
| #         | タイトル                                        | 作詞      | 作曲      | 編曲                         | 時間  |
| --------- | ----------------------------------------------- | --------- | --------- | ---------------------------- | ----- |
| 1.        | 「歩道橋」                                      | 秋元康    | 杉山勝彦  | 石原剛志、杉山勝彦、麻尾悠太 | 5:06  |
| 2.        | 「相対性理論に異議を唱える」                    | 秋元康    | ナスカ    | mellow                       | 5:24  |
| 3.        | 「雪が降る日にまた会おう」                      | 秋元康    | 早川暁雄  | 早川暁雄                     | 4:30  |
| 4.        | 「歩道橋 ～off vocal ver.～」                   |           | 杉山勝彦  | 石原剛志、杉山勝彦、麻尾悠太 | 5:06  |
| 5.        | 「相対性理論に異議を唱える ～off vocal ver.～」 |           | ナスカ    | mellow                       | 5:24  |
| 6.        | 「雪が降る日にまた会おう ～off vocal ver.～」   |           | 早川暁雄  | 早川暁雄                     | 4:29  |
| 合計時間: | 合計時間:                                       | 合計時間: | 合計時間: | 合計時間:                    | 29:59 |

| #  | タイトル                           | 作詞 | 作曲・編曲 |
| -- | ---------------------------------- | ---- | ---------- |
| 1. | 「空扉」                           |      |            |
| 2. | 「君に叱られた」                   |      |            |
| 3. | 「夜明けまで強がらなくてもいい」   |      |            |
| 4. | 「人は夢を二度見る」               |      |            |
| 5. | 「ドキュメント「ライブ終了後編」」 |      |            |

### 通常盤
| #         | タイトル                                        | 作詞      | 作曲           | 編曲                         | 時間  |
| --------- | ----------------------------------------------- | --------- | -------------- | ---------------------------- | ----- |
| 1.        | 「歩道橋」                                      | 秋元康    | 杉山勝彦       | 石原剛志、杉山勝彦、麻尾悠太 | 5:06  |
| 2.        | 「相対性理論に異議を唱える」                    | 秋元康    | ナスカ         | mellow                       | 5:24  |
| 3.        | 「それまでの猶予」                              | 秋元康    | フジノタカフミ | 玉木千尋                     | 4:22  |
| 4.        | 「歩道橋 ～off vocal ver.～」                   |           | 杉山勝彦       | 石原剛志、杉山勝彦、麻尾悠太 | 5:06  |
| 5.        | 「相対性理論に異議を唱える ～off vocal ver.～」 |           | ナスカ         | mellow                       | 5:24  |
| 6.        | 「それまでの猶予 ～off vocal ver.～」           |           | フジノタカフミ | 玉木千尋                     | 4:21  |
| 合計時間: | 合計時間:                                       | 合計時間: | 合計時間:      | 合計時間:                    | 29:43 |

### Special Edition
| 全作詞: 秋元康。 |                              |           |                |                              |      |
| #                | タイトル                     | 作詞      | 作曲           | 編曲                         | 時間 |
| 1.               | 「歩道橋」                   | 秋元康    | 杉山勝彦       | 石原剛志、杉山勝彦、麻尾悠太 | 5:06 |
| 2.               | 「相対性理論に異議を唱える」 | 秋元康    | ナスカ         | mellow                       | 5:24 |
| 3.               | 「世界一のダイヤモンド」     | 秋元康    | 山田智和       | 住谷翔平                     | 4:18 |
| 4.               | 「夕陽は何色か?」            | 秋元康    | 八木篤史       | 塩原大貴                     | 4:14 |
| 5.               | 「乃木坂饅頭」               | 秋元康    | 成本智美       | 曽木琢磨                     | 3:40 |
| 6.               | 「雪が降る日にまた会おう」   | 秋元康    | 早川暁雄       | 早川暁雄                     | 4:30 |
| 7.               | 「それまでの猶予」           | 秋元康    | フジノタカフミ | 玉木千尋                     | 4:22 |
| 合計時間:        | 合計時間:                    | 合計時間: | 合計時間:      | 31:34                        |      |

## 歌唱メンバー

### 歩道橋
（センター：遠藤さくら）
- 3列目：奥田いろは、金川紗耶、弓木奈於、小川彩、筒井あやめ、田村真佑、岩本蓮加、林瑠奈
- 2列目：五百城茉央、川﨑桜、久保史緒里、与田祐希、一ノ瀬美空、中西アルノ
- 1列目：賀喜遥香、井上和、遠藤さくら、池田瑛紗、梅澤美波

遠藤さくらが34thシングル「Monopoly」（賀喜遥香とのWセンター）以来3作ぶり4度目（単独センターとしては27thシングル「ごめんねFingers crossed」以来7作ぶり3度目）のセンターを務める。選抜メンバーは前作と同じ19人で、福神メンバーも前作と同じ11人（十一福神）。前作の選抜メンバーからは、5期生の菅原咲月と冨里奈央以外の全メンバーが今作でも選抜入りしている。5期生の奥田いろはが初の選抜入りとなったほか、4期生の林瑠奈が31stシングル「ここにはないもの」以来6作ぶりの選抜復帰となった。また、5期生の中西アルノが29thシングル「Actually...」以来8作ぶり、同じく5期生の川﨑桜が35thシングル「チャンスは平等」以来2作ぶりの福神復帰となった。

### 相対性理論に異議を唱える
（センター：岡本姫奈）
- 五百城茉央、池田瑛紗、一ノ瀬美空、井上和、岡本姫奈、奥田いろは、小川彩、川﨑桜、菅原咲月、冨里奈央、中西アルノ[15]

5期生による楽曲。

### 世界一のダイヤモンド
- 池田瑛紗、梅澤美波、賀喜遥香、菅原咲月[15]

### 夕陽は何色か?
- 遠藤さくら、岡本姫奈、佐藤楓、筒井あやめ[15]

愛知県出身メンバーによるユニット曲。

### 乃木坂饅頭
- 一ノ瀬美空、井上和、小川彩、川﨑桜、与田祐希[15]

### 雪が降る日にまた会おう
- 五百城茉央、池田瑛紗、井上和、一ノ瀬美空、岩本蓮加、梅澤美波、遠藤さくら、小川彩、奥田いろは、賀喜遥香、金川紗耶、川﨑桜、久保史緒里、田村真佑、筒井あやめ、中西アルノ、林瑠奈、弓木奈於、与田祐希[15]

歌唱メンバーは、表題曲の選抜メンバーと同じ。

### それまでの猶予
（センター：冨里奈央）
- 3列目：吉田綾乃クリスティー、黒見明香、松尾美佑、矢久保美緒、伊藤理々杏
- 2列目：中村麗乃、佐藤璃果、岡本姫奈、佐藤楓
- 1列目：菅原咲月、冨里奈央、柴田柚菜

アンダーメンバーによる楽曲。